# Rastrococcus neoguineensis
Rastrococcus neoguineensis är en insektsart som beskrevs av Williams och Watson 1988. Rastrococcus neoguineensis ingår i släktet Rastrococcus och familjen ullsköldlöss. Inga underarter finns listade i Catalogue of Life.